# ارون (بازیکن فوتبال)
ارون (انگلیسی: Aarón؛ زادهٔ ۲۶ اوت ۱۹۸۲) بازیکن فوتبال اهل آلمان است.
از باشگاه‌هایی که در آن بازی کرده‌است می‌توان به باشگاه ورزشی تنریف و باشگاه فوتبال زامورا اشاره کرد.